# بلود راين: الرايخ الثالث (فلم)
بلود راين: الرايخ الثالث (بالإنجليزية: BloodRayne: The Third Reich) هو فيلم أكشن ورعب وفانتازيا تم انتاجه في الولايات المتحدة وكندا وألمانيا وصدر سنة سنة 2011 بطولة ناتاسيا مالته وبريندان فليتشر وهو الجزء الثالث من سلسلة أفلام «بلود راين».

## القصة
تُحارب الفتاة «رايِن» ضد النازيين في أوروبا قُبيل فترة الحرب العالمية الثانية. مواجهة «إيكارت برانت» سيكون بمثابة تحديٍ حقيقيٍ لها، حيث يريد هذا الأخير (قائد الجيش النازي) أن يأخذ دمائِها ويحقُنها في «أدولف هتلر» حتى يتحقق له الأبديّة.

## الميزانية والإيرادات
كلف الفيلم 10 مليون دولار.

## روابط خارجية
- بلود راين: الرايخ الثالث على موقع IMDb (الإنجليزية)
- بلود راين: الرايخ الثالث على موقع روتن توميتوز (الإنجليزية)
- بلود راين: الرايخ الثالث على موقع نتفليكس (الإنجليزية)
- بلود راين: الرايخ الثالث على موقع ألو سيني (الفرنسية)
- بلود راين: الرايخ الثالث على موقع Turner Classic Movies (الإنجليزية)
- بلود راين: الرايخ الثالث على موقع أول موفي (الإنجليزية)
- بلود راين: الرايخ الثالث على موقع فيلمافينيتي (الإسبانية)
- بلود راين: الرايخ الثالث على موقع قاعدة بيانات الفيلم (الإنجليزية)
- بلود راين: الرايخ الثالث على موقع ليتربوكسد (الإنجليزية)
- بلود راين: الرايخ الثالث على موقع كينوبويسك (الروسية)